# Joseph Rölle
Joseph Rölle (* 19. Juli 1815 in Jastrzemb, Provinz Schlesien; † 1870 in Loslau, Provinz Schlesien) war ein deutscher Gutsbesitzer und Politiker.

## Leben
Rölle war der Sohn eines Rittergutsbesitzers. Er studierte Rechtswissenschaften und war bis 1847 Kammergerichtssekretär in Loslau. Daneben war er dort Gutsbesitzer und von 1847 bis 1854 und erneut von 1866 bis 1870 Bürgermeister.
Vom 20. Mai 1848 bis zum 26. Oktober 1848 vertrat er den Wahlkreis 35. Provinz Schlesien (Rybnik) in der Frankfurter Nationalversammlung. Im Parlament blieb er fraktionslos und stimmte mit der Zentrumspartei. Sein Nachfolger in der Nationalversammlung wurde Theodor Heimbrod.